# Japoatã (ort)
Japoatã är en ort i Brasilien.   Den ligger i kommunen Japoatã och delstaten Sergipe, i den östra delen av landet, 1 300 km nordost om huvudstaden Brasília. Japoatã ligger 88 meter över havet och antalet invånare är 4 207.
Terrängen runt Japoatã är huvudsakligen platt, men söderut är den kuperad. Terrängen runt Japoatã sluttar norrut. Närmaste större samhälle är Propriá, 15,6 km norr om Japoatã.
Omgivningarna runt Japoatã är huvudsakligen savann. Runt Japoatã är det ganska glesbefolkat, med 43 invånare per kvadratkilometer.